# Rowland George
Rowland David George (Bath, 15 de enero de 1905-Henley-on-Thames, 9 de septiembre de 1997) fue un deportista británico que compitió en remo. Participó en los Juegos Olímpicos de Los Ángeles 1932, obteniendo una medalla de oro en la prueba de cuatro sin timonel.

## Palmarés internacional
| Juegos Olímpicos | Juegos Olímpicos             | Juegos Olímpicos | Juegos Olímpicos   |
| Año              | Lugar                        | Medalla          | Prueba             |
| ---------------- | ---------------------------- | ---------------- | ------------------ |
| 1932             | Los Ángeles (Estados Unidos) | Medalla de oro   | Cuatro sin timonel |